# トヨタイムズ
トヨタイムズ(ToyotaTimes)は、2019年からトヨタ自動車（トヨタ）が展開する、CMとネットを融合させたオウンドメディア、企業広告シリーズ。

## 概要
トヨタが独自に編集部を社内に設置し、WebサイトやYouTubeと連携し、トヨタに関するより深い情報を伝える。「トヨタイムズ」のコピーはクリエイティブ・ディレクターの篠原誠と電通の藤本宗将によるもの。ロゴデザインはトヨタのかつてのコーポレートロゴのフォントを用いている。
オウンドメディアを立ち上げる背景として、2018年から1年間、ZIP-FMでトヨタ自動車の社長である豊田章男が担当したラジオ番組「DJ MORIZO HANDLE THE MIC」で視聴者の質問に答えるうち、これまでの広報・広告活動では不十分であることを感じたことと、自分たちで情報発信することへの手応えを感じたことがあった（同番組のアーカイブもトヨタイムズのYouTubeチャンネルに納められている）。オウンドメディアの具体的な立案については、トヨタイムズ編集部の北澤重久は雑誌取材に対して豊田の発案であるとしている一方、電通は自社リクルートサイトの中で、電通がトヨタにオウンドメディアを提案し、これに豊田が興味を示したものであるとしている。編集部はトヨタ社内に置かれ、社長室・営業部・広報部・宣伝部などから部署横断的に人が集められているほか、電通からも多くの社員が参加し、運営に深く関与している。

## 主な企画
2025年現在、公式サイトでは内容を以下の5ジャンルに分けて紹介している。
最近のトヨタ
トヨタの取り組みだけではなく、決算発表や株主総会、果ては労使交渉までを取り上げる。豊田がレーシングドライバー「モリゾウ」として活動する模様なども紹介される。
特集
会長の豊田の対談シリーズ、トヨタで車の製造に関わる職人たちを取り上げるシリーズなどが掲載される。
連載
2021年1月に追加。社長の豊田の一人語り「TOYOTA'S WORDS あのときのアノコトバ」シリーズが掲載される。
スポーツ
2021年4月に追加。トヨタが支援する様々なスポーツが紹介される。
2022年2月からは毎週金曜日に「トヨタイムズスポーツ」が生配信されている。
アスリートキャスターとして三好南穂（バスケットボールチーム：トヨタ自動車アンテロープス元選手）が登場している。
トヨタイムズニュース
2022年12月に追加。元テレビ朝日アナウンサーでトヨタに転職した富川悠太をキャスターに迎え、国内外のトヨタに関する話題を伝える。
トヨタイムズビジネス
2025年4月に追加。モビリティ関連の経済のあれこれを有識者とともに解説・議論していく。トヨタイムズニュースの富川がMCを担当。
森田が登場するテレビCM・ラジオCMシリーズもあるが、あくまでも「オウンドメディアで発信する内容の要約」であり、取材内容のフルサイズ版の動画はYouTubeを通じて公開している。TVCMとして、富川と森田がマツコ・デラックスに現在のトヨタイムズに対しての提案等を聞くシリーズもある。
トヨタイムズが開始されて以降、豊田はテレビや新聞、雑誌など大手マスメディアのインタビューにほとんど応じておらず、自社からの情報発信をトヨタイムズに事実上集約させている状況にある。新型コロナウイルスのパンデミック後は豊田が会長を務める日本自動車工業会の記者会見、声明発表、2021年年頭に発表された「クルマを走らせる550万人」のメッセージCMもトヨタイムズに掲載されるようになった。
2023年11月には、トヨタが1950年から発行を続けていた社内報の発行を終了し、社内への情報発信もトヨタイムズに集約する方針を明らかにしている。
トヨタ自動車がスポンサーを務めているアルバルク東京のホームスタジアムである国立代々木競技場第二体育館にはトヨタイムズのロゴが掲示されている。

### 過去の企画
香川編集長シリーズ
俳優の香川照之が編集長、社員の森田京之介が記者となって、様々な現場に出向き取材やインタビューを行う。なお香川が編集長というのはあくまで演出上の話で、実際には編集部に本当の編集長がいる。2022年8月に発覚した香川の不祥事の為終了。今までの動画や記事も非公開となった。

## 受賞
- 第87回（2019年度）毎日広告デザイン賞（毎日新聞社主催、経済産業省後援） 広告主参加作品の部・最高賞[6] - 30段新聞広告に対して
- 第49回（2019年度）フジサンケイグループ広告大賞（フジサンケイグループ10社主催）メディアミックス部門グランプリ[7] - 企業広告として
- 2020年度 TCC賞（東京コピーライターズクラブ主催）[2] - コピー「トヨタイムズ」に対して

## 書籍
- トヨタイムズmagazine（世界文化社、2021年2月）ISBN 978-4418211128

### 注記
1. ↑  これについて、ジャーナリストの渡邉正裕と林克明は共著『トヨタの闇』の中で、メディアに対して多額の広告費を拠出することでトヨタへの批判を封じる効果はあったのではないかと指摘している。
2. ↑  元テレビ東京アナウンサー。2021年1月にトヨタ自動車に入社。